# João Tavares
João Tavares foi um administrador colonial português, segundo governador da capitania da Paraíba. Governou por um ano (1586) e foi sucedido por Frutuoso Barbosa, que já a havia governado anteriormente.
Escrivão da câmara e juiz dos órfãos de Olinda, a ele foi confiada por Martim Leitão a fundação da capital da recém-conquistada capitania. Em 2 de agosto de 1585, João Tavares partiu com a quinta expedição colonizadora para a Paraíba, onde chegou no dia 3 do mesmo mês na embocadura do rio Paraíba e se defrontou com um grande número de Potiguaras, afugentando-os para o interior. Pouco depois, encontrou-se com o cacique Pirajibe, grande chefe Tabajara, com quem estabeleceu as pazes entre as duas partes. A partir daí estava fundamentado o alicerce na nova capital da capitania. No dia 5 de agosto batizou o local da povoação, que pouco depois se tornava a cidade com o nome de Nossa Senhora das Neves, atual João Pessoa.
Martim Leitão ao tomar conhecimento da paz firmada e celebrada entre João Tavares e Pirajibe desde 3 de agosto, teve certeza de que estava virtualmente conquistada a Paraíba, pois o que se ia fazer daí por adiante não mais seria tomado pelos ferozes Potiguaras, e por conta disso enviou mais vinte cinco homens para João Tavares.
Diante das férteis terras da Várzea do rio Paraíba, ergueu o engenho Tibiry e mandou plantar cana-de-açúcar.